# Villa Vitale

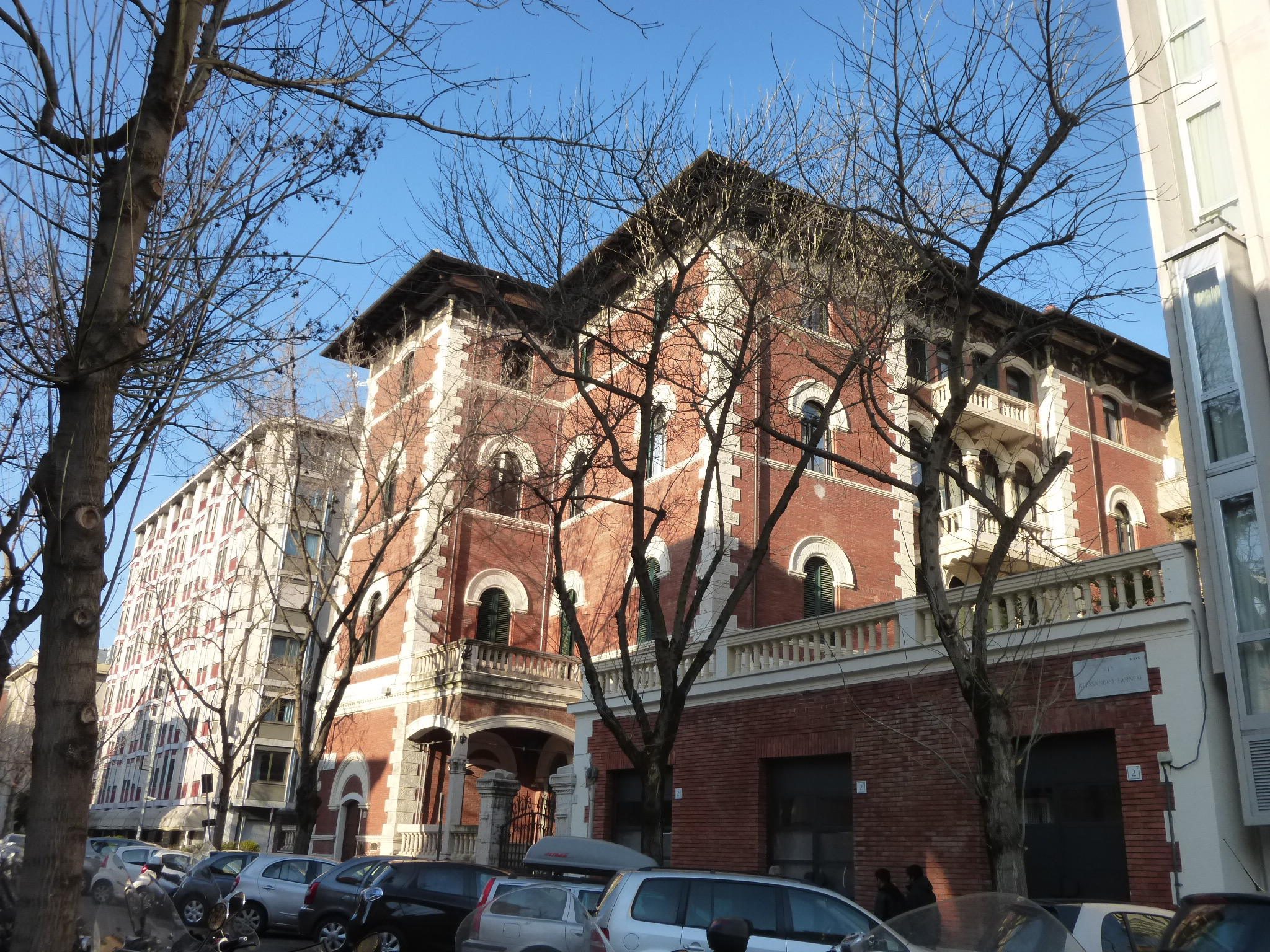
Vue de la villa de Via dei Gracchi.

La Villa Vitale (en italien : Villino Vitale) est un hôtel particulier néo-Renaissance situé à l'angle formé par la Via dei Gracchi et la Via Alessandro Farnese, dans le rione Prati de Rome.  .

## Histoire

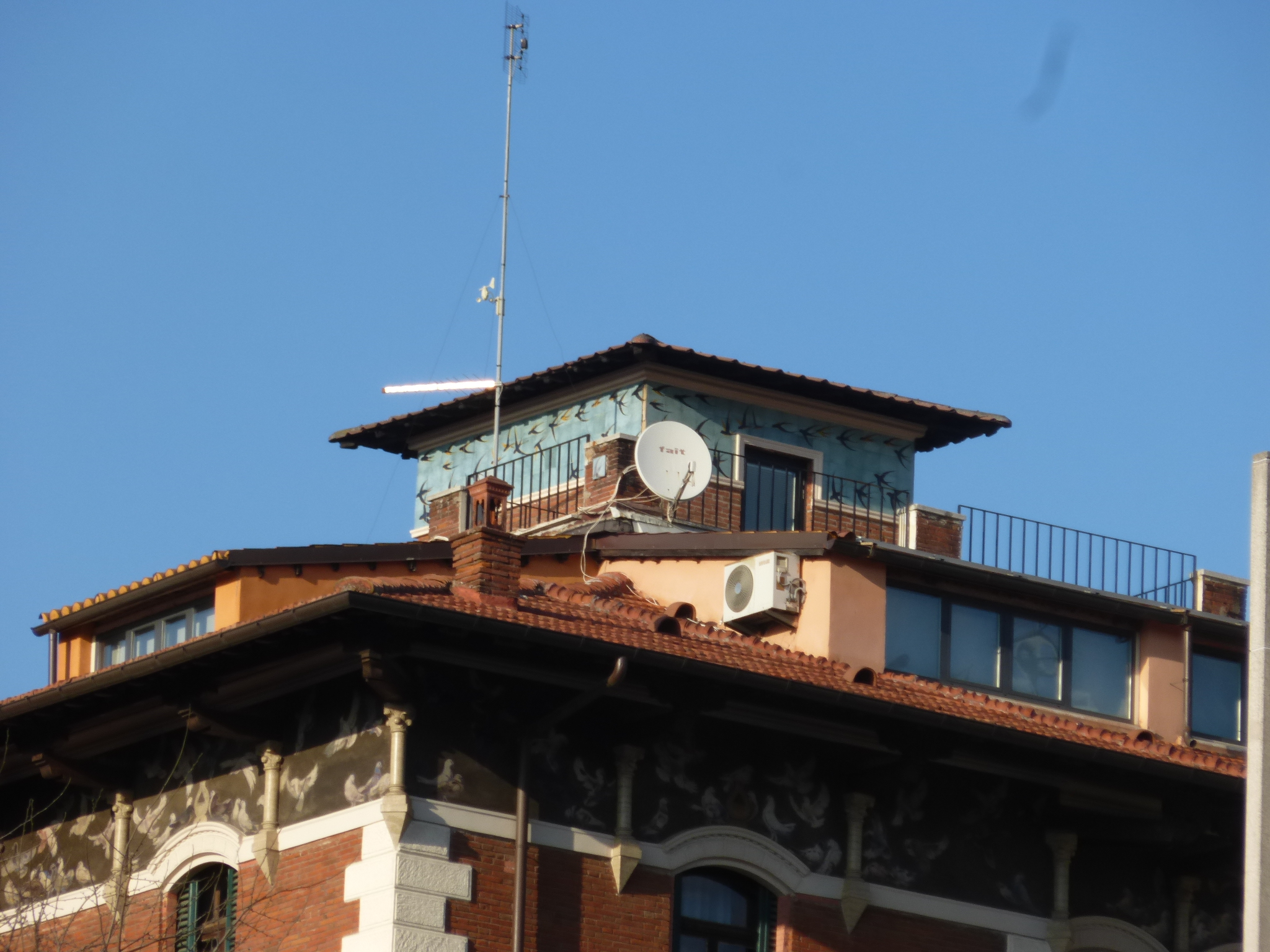
Détail soulignant la frise le long du bâtiment et la décoration en majolique de la tourelle par Duilio Camballotti.

Ce villino a été construit en 1900 par l'architecte Arturo Pazzi  sur commande de Giacomo Vitale. L’intérêt manifesté pour la période médiévale dans le répertoire figuratif utilisé ainsi que dans le choix des matériaux  briques d’Arezzo et pierre en travertin romain se traduit par une conception équilibrée et harmonieuse.  Le villino se présente comme un bloc quadrangulaire compact avec un plafond qui dépasse des façades, avec une tour d’observation placée à l’angle des voies d’accès, ce qui contribue à augmenter l’imposante structure. En 1909, un projet de transformations fut présenté, qui conduisit à l'agrandissement de la structure principale, à la démolition de la tour, remplacée par une tourelle placée au-dessus du corps principal, et à la construction de deux autres étages surmontés d'un toit en pente, aboutissant à une décoration en fer forgé. Entre 1910 et 1912, Duilio Cambellotti fit décorer l'édifice avec plusieurs éléments de style néo-médiéval: une frise décorée avec des colombes volant autour des avant-toits, sous le toit, et des majoliques décorées avec des vols d'hirondelles dans la tourelle.